# 安娜和刘长春居所
安娜和刘长春居所，位于中华人民共和国辽宁省大连市西岗区高尔基路193、195号，与拥警街交汇路口东北角，郭安娜和刘长春两位名人曾同时居住在此数十年。已列为大连市文物保护单位。

## 历史
安娜和刘长春居所是一座日式二层红砖楼房，建于日占时期的1935年，原为日本人的私家公寓。面积约300平方米。1950年代以后，代表中国参加奧林匹克運動會的第一人、大连工学院教授刘长春（1909-1983年）住进这座建筑的一楼。住在二楼的则是郭沫若的前妻郭安娜（佐藤富子，1894-1995年）。

## 保护
2003年9月29日，安娜和刘长春居所公布为第五批大连市文物保护单位。